# Slatiňany
Slatiňany (německy Slatinian) jsou město v okrese Chrudim v Pardubickém kraji. Leží na úpatí Železných hor, čtyři kilometry jižně od Chrudimi. Žije zde přibližně 4 200 obyvatel.

## Historie
První písemná zmínka o Slatiňanech pochází z roku 1294, kdy zde na skalnatém ostrohu nad řekou Chrudimkou stála pouze dřevěná gotická tvrz. Jejím vlastníkem byl podle českého historika Augusta Sedláčka v letech 1294 až 1297 František ze Slatiňan. Název města Slatiňany je odvozen od slatí (či slatin), uprostřed kterých původní osada vznikla. Ve Slatiňanech se ovšem traduje i pověst o chasníkovi, honícím divoké prase s dřevěnou tyčí křiče „S latí na ni!“, což je spíše produkt lidové slovesnosti z pozdější doby.
Roku 1349 je osada zmiňována jako Slatyna Swankonis (Slatina Svaňkova) podle plebána Svaňka. V roce 1371 náležela spolu s dalšími dvěma vesnicemi, tvrzí a přilehlým dvorem Zbyňkovi, řečenému Otháj ze Slatiňan. Od roku 1386 Slatiňany náležely vladykům z Poběžovic a Tuněchod. Jeden z vladyků, Václav ze Slatiňan, se v roce 1415 připojil ke stížnému listu českých a moravských pánů do Kostnice. Od vladyků z Tuněchod získal panství po roce 1415 Bleh z Lipky a ze Strádova, který jej roku 1438 (1437) zastavil Alšovi z Bítovan a Vítkovi z Talmberka. Jeho potomci, synové Matěj a Vítek (1454), a Diviš z Talmberka (1464), maršálek královny Kunhuty, drželi Slatiňany až do roku 1469, kdy byla osada i s tvrzí vypálena vojskem Zdeňka ze Šternberka, který se u Chrudimi spojil s vojskem uherského krále Matyáše Korvína.
V roce 1497 je tvrz i osada uváděna jako pustá. Patřila Šárovcům z Šárova, kteří ji prodali 1525 Chrudimi. V letech 1525 až 1547 byla osada Slatiňany v majetku královského věnného města Chrudimi, v roce 1547 však byly Slatiňany spolu s dalšími statky městu zkonfiskovány pro účast na protihabsburském boji. Ferdinand I. Habsburský postoupil toto panství roku 1548 Janovi z Pernštejna. Ten jej ještě téhož roku prodal Lhotským ze Zásmuk, od nichž panství v roce 1554 získali Fraňkové z Liběchova. V roce 1575 koupil panství pražský měšťan Bohuslav Mazanec z Frymburka a nechal na místě tvrze vystavět renesanční zámek.
Roku 1595 koupili Slatiňany Karlíkové z Nežetic. Těm (Jiřímu z Nežetic) bylo ovšem za účast na povstání roku 1618 o čtyři roky později panství zkonfiskováno králem a hned nato, v roce 1623 prodáno Lvovi Burianovi Berkovi z Dubé. Od Berků koupil Slatiňany František Adam z Bubna a z Litic, jenž je prodal před rokem 1671 Adamu Zikmundovi Purkartovi z Voděrad. Roku 1710 byly Slatiňany prodány Karlu Josefu Zumsandovi ze Sandbergu. Od Sandbergů koupil zámek s panstvím roku 1732 František Josef, hrabě ze Schönfeldu, který jej připojil k nasavrckému panství. Jeho jediná dcera Marie Kateřina se později v roce 1746 provdala za Jana Adama, knížete z Auerspergu, jenž po ní v roce 1773 panství zdědil.
Největšího rozkvětu doznala obec v letech, kdy panství vlastnila knížecí rodina Auerspergů. V této době se postupně z bezvýznamné vsi staly Slatiňany hospodářsky i kulturně živým místem. Vznikl zde například v roce 1859 cukrovar s rafinérií a kostkárnou, který stejně jako kamenný most přes řeku Chrudimku postavil stavitel František Schmoranz, v roce 1877 pak továrna na umělá hnojiva, parní pila v roce 1901 a v roce 1903 lihovar, vše náležící pod hospodářskou správu Františka Josefa, knížete z Auerspergu.
Mimoto byla ve Slatiňanech v roce 1899 založena pány Cilkem a Trdlicou továrna na výrobu katrů a dřevoobráběcích strojů. Později, z důvodu malého zájmu o její výrobky, továrna změnila nejen majitele (Černý a Němec), ale i sortiment. Nově se v ní montovaly hasičské stříkačky a v roce 1907 továrnu koupil Raimund August Smekal, známý pražský průkopník požární techniky. Továrna po modernizaci začala vyrábět nejen hasičské stříkačky, ale i požární vozy, tělocvičné nářadí a v letech 1912-1913 vyrobila v licenci i několik osobních automobilů. Od roku 1937 vedl po úmrtí Raimunda Augusta Smékala továrnu prokurista Potůček, který ji rozšířil a zmodernizoval.
Auerspergové vlastnili zámek, pozemky i hospodářskou výrobu ve Slatiňanech až do roku 1938, kdy zemřel František Josef, kníže z Auerspergu. Poté, co zemřel roku 1942 ve Vídni i jeho syn Ferdinand Maria, místní větev Auerspergů vymřela po meči. Po něm zámek, pozemky i hospodářství převzal manžel Ferdinandovy sestry Marie, Karel Josef, hrabě z Trauttmansdorffu-Weinsbergu, jemuž byl majetek zkonfiskován a zestátněn v roce 1945 na základě Benešových dekretů.
Také továrna Potůček přešla po znárodnění v roce 1948 pod Sigmu Olomouc jako THZ (továrna hasicích zařízení). K další reorganizaci došlo v roce 1962, kdy byl n.p. THZ Vysoké Mýto začleněn do tehdejšího n. p. Karosa Vysoké Mýto jako závod 03, specializovaný na výrobu kropicích cisteren. Výroba hasicí techniky byla v té době utlumena, vyjma požárního automobilu CAS K16 na podvozku Liaz, který byl odvozen od běžného kropicího vozu. Přesto se ve Slatiňanech vyráběly důležité komponenty pro hasicí vozy, stříkačky i vojenskou techniku - deaktivační cisternový vůz na podvozku V3S. V roce 1994 byla továrna zprivatizována společností prezentující právního nástupce původního majitele a působí jako Strojírna Potůček Slatiňany.
Slatiňany byly povýšeny na město 1. července 1971.

## Obyvatelstvo
| Rok            | 1869  | 1880  | 1890  | 1900  | 1910  | 1921  | 1930  | 1950  | 1961  | 1970  | 1980  | 1991  | 2001  | 2011  | 2021  |
| -------------- | ----- | ----- | ----- | ----- | ----- | ----- | ----- | ----- | ----- | ----- | ----- | ----- | ----- | ----- | ----- |
| Počet obyvatel | 1 966 | 2 303 | 2 476 | 2 665 | 2 864 | 2 844 | 3 175 | 3 355 | 3 635 | 3 850 | 3 929 | 4 049 | 3 973 | 4 141 | 3 969 |
| Počet domů     | 213   | 229   | 257   | 295   | 358   | 400   | 540   | 703   | 710   | 802   | 842   | 970   | 1 005 | 1 114 | 1 172 |

## Městská správa

### Části města
- Kochánovice
- Kunčí
- Slatiňany
- Škrovád
- Trpišov

### Městské symboly
Znak byl městu udělen rozhodnutím předsedy Poslanecké sněmovny Parlamentu České republiky dne 3. dubna 1996 a vlajka byla obci udělena rozhodnutím předsedy PSP ČR dne 4. června 1998.

## Památky ve městě a okolí

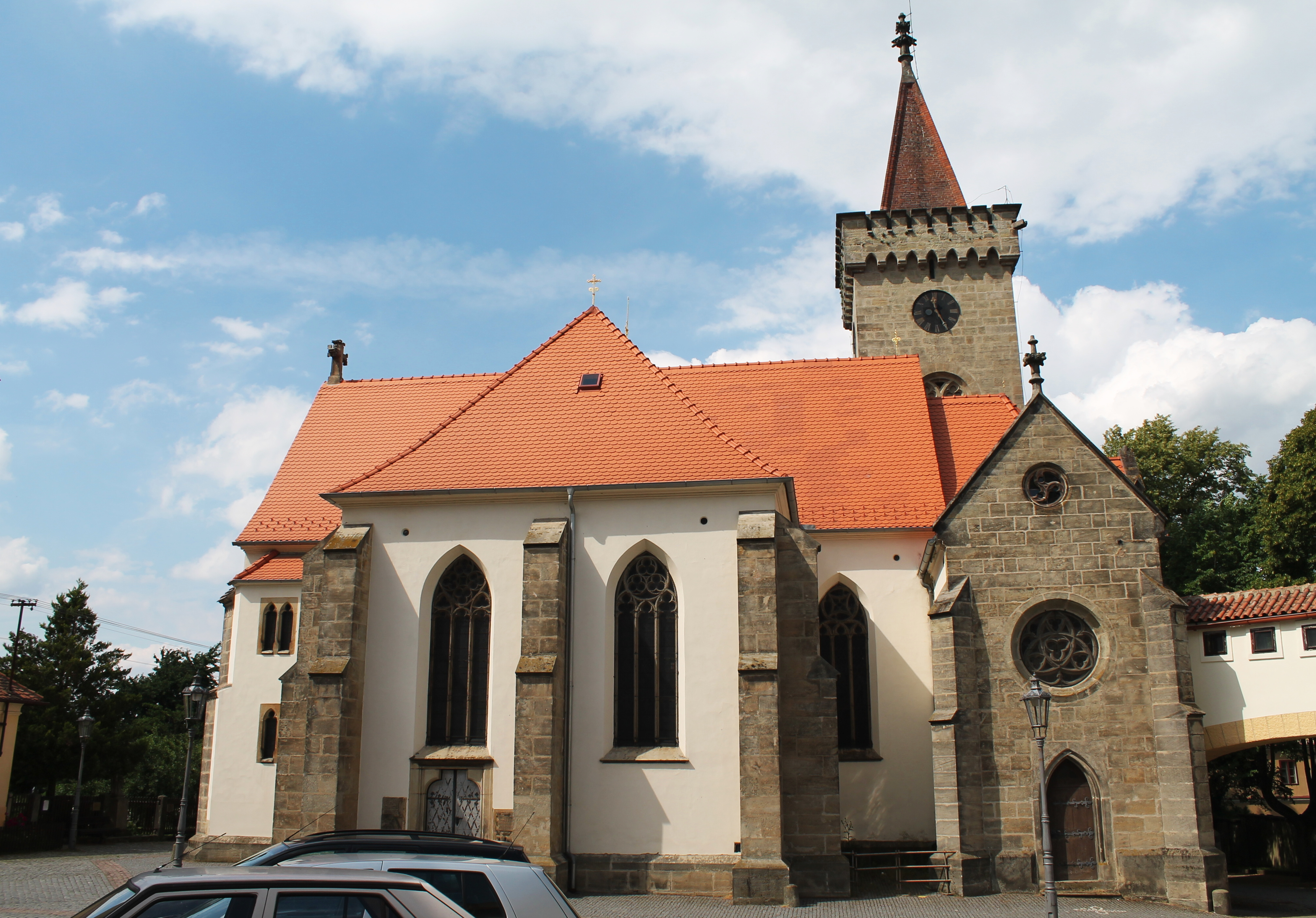
Kostel svatého Martina, spojený krytou chodbou se sousedním zámkem

- Státní zámek Slatiňany s hippologickým muzeem a anglickým parkem o rozloze 16 ha, přecházejícím jižním směrem v parkovou nivu s výběhy pro koně a třešňovkou
- Kostel svatého Martina; farní kostel římskokatolické církve ze 14. století, přestavěný do novogotického stylu v letech 1891 až 1892 Františkem Schmoranzem starším
- Hřebčín Slatiňany - pobočka národního hřebčína Kladruby s chovem plemena starokladrubských vraníků
- Kočičí hrádek, zmenšenina hradu na svahu kopce Hůra, zbudovaná pro děti knížete Auersperga
- Vrchlického návrší (U Panny Marie), křemencové návrší, oblíbené místo Jaroslava Vrchlického s jeho pamětní deskou, dílem Otakara Španiela, a s božími muky
- Rozhledna Na Chlumu, ležící v bývalé Slavické oboře, která původně sahala až k zámeckému parku.
- Meteorologický sloup v parku Jaromíra Johna z roku 1958.[8]

## Rodáci a osobnosti
- Mezi místní rodáky patří zpěvačka Helena Vondráčková a její bratr, skladatel a zpěvák Jiří Vondráček, otec Lucie Vondráčkové. Dále pak Gustav Schmoranz, ředitel Národního divadla v Praze.
- Pocházel odtud český psycholog Jiří Mrkvička.
- Slatiňanské hippologické muzeum založil PhDr. MUDr. František Bílek, DrSc.
- V roce 1833[9] nebo 1837[10] se ve Slatiňanech usadil český stavitel František Schmoranz starší, který provedl celou řadu regotizací staveb po východních Čechách. Ve Slatiňanech se narodili všichni jeho synové, z nichž do dějin zasáhli nejvíce dva: František Schmoranz mladší, který byl taktéž architektem a Gustav Schmoranz, ředitel Národního divadla.
- Jaroslav Vrchlický navštěvoval Slatiňany pravidelně od roku 1888 každé univerzitní prázdniny a byl ubytován nejprve v čp. 131 a později v bývalém hostinci U Čiháků (nyní restaurace U zámku). V roce 1908 při letním pobytu ve Slatiňanech onemocněl a po návratu do Prahy utrpěl mozkovou příhodu. Naposledy byl ve Slatiňanech v roce 1909.

## Partnerská města
- Rorbas, Švýcarsko